# Tiskové PDF
Tiskové PDF (též PDF/X) je formát na bázi formátu PDF určený pro vzájemné vyměňování souborů PDF určených pro tisk definovaný standardem ISO. V průběhu let vzniklo několik standardů, které definovaly jednotlivé verze PDF/X. Základní charakteristika formátu spočívá v barvách CMYK, rámečku řezání určující výslednou velikost tiskoviny, všechny fonty písma musí být přiloženy, nelze používat průhlednost. První PDF/X standard ISO 15930-1 vyšel v roce 2001 ačkoliv další verze byly v té době již v přípravě. Postupem času tak přibývaly další verze až po PDF/X-6, která byla postavena na PDF formátu ve verzi 2.0. Tisková PDF lze vytvořit ve specializovaném softwaru (např. Adobe InDesign či Quark Xpress) nebo převodem z klasického PDF. Převod z běžného do tiskového PDF lze například provést v softwaru Adobe Acrobat, nebo v konvertoru na webu.